# Black Roses (film)
Black Roses este un film de groază regizat de John Fasano cu actorii Julie Adams Carmine Appice și Vincent Pastore.

## Distribuție
- Julie Adams
- Carmine Appice
- Peter Bontje
- Anthony C. Bua
- Dave Crichton
- Jesse D'Angelo
- CarlaFerrigno
- Margaret Groome
- Frank Dietz
- Vincent Pastore
- Sal Viviano

## Black Roses
- Marcie Free
- Mick Sweda
- Alex Masi
- Carmine Appice
- Chuck Wright
- Elliot Solomon